# Chambermaid
A Chambermaid Emilie Autumn amerikai énekes-dalszerző első középlemeze. A kiadványt Emilie saját lemezkiadója, a Traitor Records jelentette meg, ami már nem létezik, így a középlemez nehezen beszerezhető, de a rajta szereplő dalok közül több megjelent más albumokon is; a Chambermaid (Decomposition Mix) az egyetlen, ami nem.

## Dallista
1. Chambermaid – később megjelent az Enchant albumon
2. Chambermaid (Space Mountain Mix) – később megjelent az A Bit o’ This & That albumon Chambermaid (Space Mix) címmel
3. Chambermaid (Decomposition Mix)
4. Largo for Violin & Harpsichord – később megjelent a Laced/Unlaced albumon
5. What If – később megjelent az Enchant albumon
6. What If (Blackbird Remix) – később megjelent az A Bit o’ This & That albumon What If (Celtic Mix) címmel
7. Hollow Like My Soul – később megjelent az A Bit o’ This & That albumon
8. I Don’t Care Much – később megjelent az A Bit o’ This & That albumon
9. Revelry – később megjelent a Laced/Unlaced albumon